# Vulvectomy
Vulvectomy är ett italienskt brutal death metal-band, grundat i januari 2007. Bandet har hittills (2017) släppt en demo och tre fullängdsalbum.
Vulvectomy är sajnat på etiketten Sevared Records, som har drygt åttio band i sitt stall.

## Medlemmar
Nuvarande medlemmar
- Mario Di Giambattista – gitarr, trumprogrammering (2007–)
- Diego Fanelli – sång (2007–)
- Giorgio Cavaliere – basgitarr (2009–)

Tidigare medlemmar
- Marco Diciolla – basgitarr (2007–2009)

Turnerande medlemmar
- Alex Venders – trummor (2015–)

## Diskografi
Demo
- 2007 – Syphilic Dismembered Slut

Studioalbum
- 2007 – Putrescent Clitoral Fermentation
- 2010 – Post-Abortion Slut Fuck
- 2013 – Abusing Dismembered Beauties